# Каламека (Пистоја)
Каламека је насеље у Италији у округу Пистоја, региону Тоскана.
Према процени из 2011. у насељу је живело 70 становника. Насеље се налази на надморској висини од 668 м.